# II. Iszetnofret
Iszetnofret (vagy Ízisz-Nofret, „A gyönyörű Ízisz”) Merenptah egyiptomi fáraó felesége.
Iszetnofret valószínűleg azonos a királyi család két ismert tagja valamelyikével: Iszetnofret hercegnővel, II. Ramszesz hatodik lányával, aki többek közt az Abu Szimbel-i nagy templom homlokzatáról ismert, vagy Iszetnofrettel, Ramszesz és az idősebb Iszetnofret királyné egyik fiának, Haemuaszet hercegnek a lányával. Feltehetőleg az utóbbiról van szó, mert nem viseli „a király leánya” címet, amely Ramszesz lányaként megillette volna; ez esetben Merenptah az unokahúgát vette feleségül.
Merenptahnak négy gyermeke ismert: Széthi-Merenptah (valószínűleg utódjával, II. Széthi fáraóval azonos), Merenptah és Haemuaszet hercegek, valamint Iszetnofret hercegnő. Nem tudni, melyiküknek volt Iszetnofret az anyja.
Iszetnofret ábrázolásai férje uralkodása alatt:
- Egy szobron, melyet Merenptah III. Amenhoteptől sajátított ki
- Paneheszi vezír sztéléjén Gebel esz-Szilszilében; a sztélén Merenptah, Iszetnofret és Széthi-Merenptah a vezírrel együtt Ámon-Ré és Ptah előtt látható;[4]
- Egy másik Gebel esz-Szilszile-i sztélén, ezen Merenptah, Iszetnofret és Paneheszi Maat istennő képét ajánlják fel Ámon-Rének és Mutnak.[5]
- Paneheszi vezír szobrocskáján, szintén Gebel esz-Szilszilében.

Nem tudni, hol temették el; amennyiben Haemuaszet lánya volt, úgy lehetséges, hogy Szakkarában. A Vaszeda Tudományegyetem ásatásai során 2009-ben 
felfedezték egy Iszetnofret nevű királyi hölgy sírját.
Iszetnofret címei: „a Két Föld úrnője” (nb.t t3.wỉ), „nagy királyi hitves” (ḥm.t-nỉswt-wr.t), „a király felesége” (ḥm.t-nỉswt), „Felső- és Alsó-Egyiptom úrnője” (ḥnwt-šmˁw-mḥw).